# محمدسلیمان علی‌زاده
محمدسلیمان علی‌زاده (زادهٔ ۵ مهر ۱۳۷۰) یک بازیکن فوتبال اهل ایران است.
از باشگاه‌هایی که در آن بازی کرده‌است می‌توان به باشگاه فوتبال خونه به خونه، باشگاه فوتبال راه‌آهن و باشگاه فوتبال مس کرمان اشاره کرد.